# Richard Priestman
Richard John Priestman (Liverpool, 16 de julho de 1965) é um arqueiro britânico, medalhista olímpico.

## Carreira
Richard Priestman representou seu país nos Jogos Olímpicos em 1984 a 1992, ganhando a medalha de bronze em 1988 e 1992 por equipes.